# Cytranga
Cytranga – mieszaniec roślin z rodzaju cytrus. 
Stosowana jako podkładka nie zapobiega suchej zgniliźnie korzeni ani chorobie Citrus exocortis.